# Asplenium disjunctum
Asplenium disjunctum là một loài dương xỉ trong họ Aspleniaceae. Loài này được Sledge mô tả khoa học đầu tiên năm 1965.
Danh pháp khoa học của loài này chưa được làm sáng tỏ. 